# Сражение при Аксторне

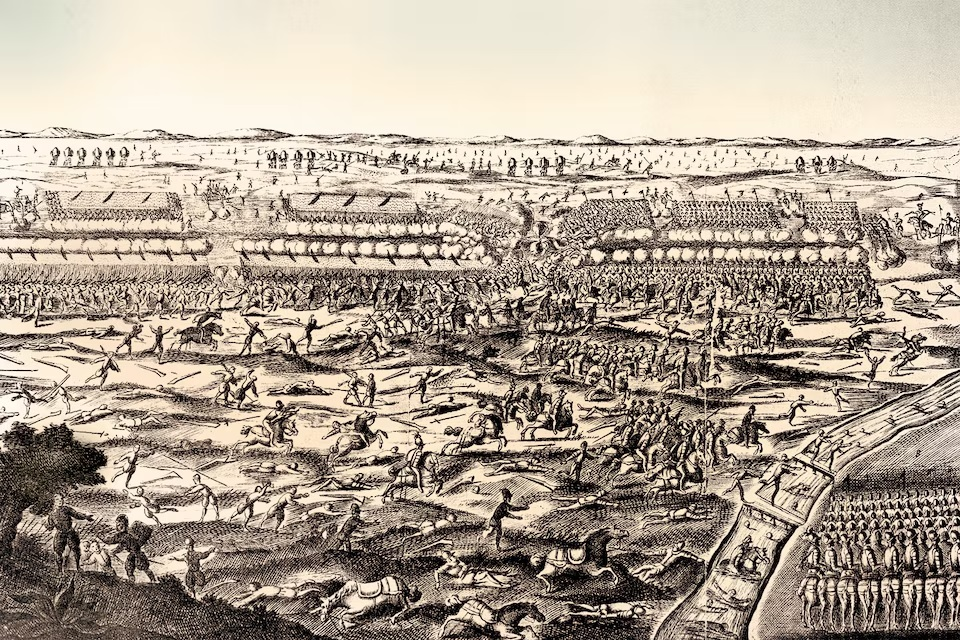
Сражение при Аксторне. Гравюра

Сражение при Аксторне (шв. Slaget vid Axtorna) — самое крупное сухопутное сражение Северной семилетней войны. 20 октября 1565 года датская армия разбила шведскую на юго-западе Швеции при деревне Аксторне.
Датский командующий Даниэль Ранцау был вынужден снять осаду крепости Варбергхус, ранее захваченную шведами, когда получил известие о том, что превосходящие силы шведской армии, 11 000 человек, во главе с Якобом Хенрикссоном (Хестеско) приближаются с востока. Он двинул свои силы, 7500 человек, на юг, к Фалькенбергу, но так как там мост через Этран был подожжён прибывшим шведским отрядом, то Ранцау пришлось использовать имеющиеся броды. Первый был в Аксторне, где и переправилась датская армия. 
Увидев, что шведские войска находятся на марше и не заняли боевой порядок, Ранцау решил дать сражение. Он приказал своей пехоте занять легко защищаемый хребет, а также убрать частоколы и другие объекты, мешавшие движению кавалерии. Артиллерия была сгруппирована в вагенбурге. 
В десять часов подошли шведы и тоже заняли выгодные оборонительные позиции. Погода была дождливая и ветреная. В течение следующих нескольких часов обе армии вели, вероятно, не очень эффективный артиллерийский огонь. 
Сама битва началась около двенадцати часов, когда первыми атаковали шведы. Их пехота разбила датскую пехоту и захватила вагенбург. Ранцау воспользовался растянутой боевой линией противника и начал против его кавалерии свою кавалерийскую атаку на обоих флангах. В результате шведские всадники были вынуждены отступить. После чего Ранцау послал на помощь своей пехоте два эскадрона и заставил отступить шведскую пехоту. 
Шведы отступили так быстро, что оставили свою артиллерию — 47 орудий — противнику. В ходе сражения с обеих сторон погибло около 4000 человек.
Несмотря на победу, датчане понесли большие потери и в течение недели оставались недалеко от поля боя, после чего отступили в Сканию. Битва не привела к каким-либо решающим стратегическим или политическим изменениям, напротив, победа датчан сохранила ситуацию такой, какой она была до битвы.